# Anisophyllea cabole
Espèce
Anisophyllea cabole est une espèce de plantes à fleurs de la famille des Anisophylleaceae et du genre Anisophyllea, endémique de Sao Tomé-et-Principe.